# Antinoe kermadecensis
Antinoe kermadecensis är en ringmaskart som först beskrevs av McIntosh 1885.  Antinoe kermadecensis ingår i släktet Antinoe och familjen Polynoidae.
Artens utbredningsområde är havet kring Nya Zeeland. Inga underarter finns listade i Catalogue of Life.